# Breakthrough (album de Colbie Caillat)
Breakthrough este al doilea album de studio al interpretei americane Colbie Caillat. Materialul a fost lansat în vara anului 2009 în Statele Unite ale Americii.
În iunie 2009 a început comercializarea cântecului „Fallin' for You”, primul disc single al albumului. Înregistrarea a devenit cel mai mare succes al solistei în Statele Unite ale Americii de la promovarea lui „Bubbly”, debutând pe treapta cu numărul 12 în principala ierarhie compilată de Billboard.
Imediat după lansarea oficială, albumul a debutat pe locul 1 în Billboard 200 grație celor peste 106.000 de exemplare comercializate în primele șapte zile.

## Compunerea albumului
Pentru a realiza acest album artista a colaborat cu persoane ce s-au ocupat de materialele unor artiști precum Carrie Underwood, Celine Dion sau Nelly Furtado. Solista a compus peste patruzeci de cântece pentru acest proiect, însă doar doisprezece s-au regăsit pe discul Breakthrough. Despre conceperea albumului Caillat declară următoarele: „M-am folosit de tot acest timp pentru a analiza ce s-a întâmplat și am realizat că am reușit să trec de o barieră personală, motiv pentru care am decis să îmi intitulez noul material «Breakthrough». Am venit acasa în decembrie după doi ani de turnee și promovare și am știut că trebuie să mă regăsesc. [...] Este absolut minunat să poți scrie și compune în diverse feluri cu vechii și noii prieteni”.

## Ordinea pieselor pe disc
Ediția standard
1. „I Won't” — 3:47
2. „Begin Again” — 4:16
3. „You Got Me” — 4:02
4. „Fallin' for You” — 3:37
5. „Rainbow” — 3:58
6. „Droplets” — 3:26
7. „I Never Told You” — 3:55
8. „Fearless” — 5:07
9. „Runnin' Around” — 3:49
10. „Break Through” — 3:40
11. „It Stops Today” — 3:49
12. „Breakin' at the Cracks” — 5:41